# Zygaspis kafuensis
Espèce
Statut de conservation UICN

 DD  : Données insuffisantes
Zygaspis kafuensis est une espèce d'amphisbènes de la famille des Amphisbaenidae.

## Répartition
Cette espèce est endémique de Zambie.

## Publication originale
- Broadley & Broadley, 1997 : A revision of the African genus Zygaspis Cope (Reptilia: Amphisbaenia). Syntarsus, vol. 4, p. 1-24.